# Немышлянский район (Харьков)
Немышлянский район — самый молодой район современного Харькова; образован Указом Президиума Верховного Совета Украинской ССР от 12 апреля 1973 года под названием «Фрунзенский район» из части территорий Московского, Орджоникидзевского и Коминтерновского районов.
Площадь района составляет 22,3 квадратных километра, это самый маленький из 9 районов Харькова.
Население района — ок. 150 тыс.(десятая часть от населения всего города).

## Общие сведения

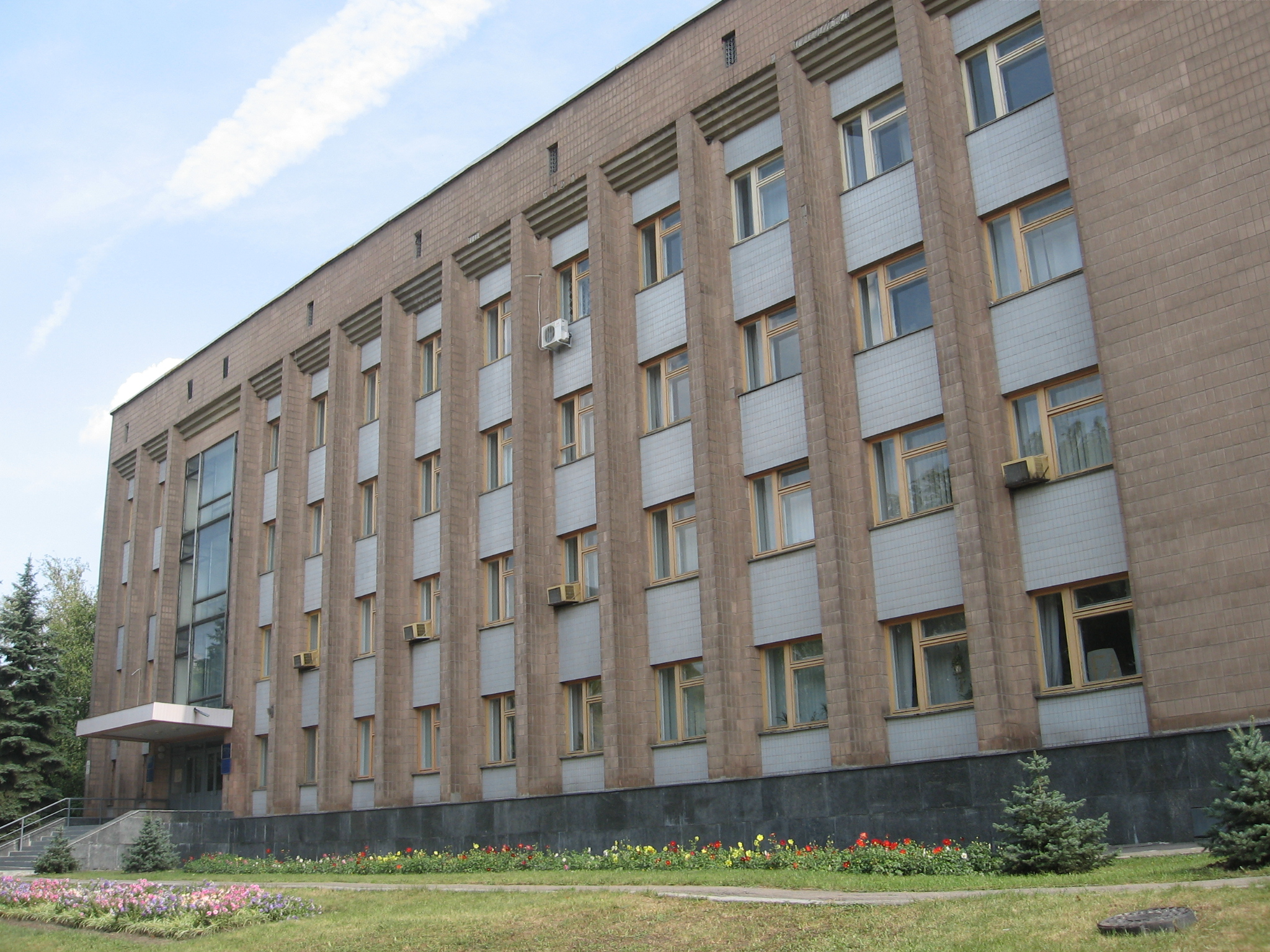
Администрация Немышлянского района. Проспект П. Григоренко, 17.

Район образован Указом Президиума Верховного Совета Украинской ССР от 12 апреля 1973 года в День Космонавтики из части территорий Московского, Орджоникидзевского и Коминтерновского районов города и назван именем военачальника, командира Южного фронта РККА, штаб которого находился в Харькове, Михаила Васильевича Фрунзе. В 2016 году район был декоммунизирован и переименован в Немышлянский по названию исторического района Немышля, расположенного в пойме одноимённой реки.

### Административное устройство
Право территориальной громады самостоятельно решать вопросы местного значения осуществляется через орган местного самоуправления — до 2010 года через районный совет, численность которого составляла 54 депутата, а с 2010 года через администрацию района.

## Промышленность
На территории района расположен ряд промышленных предприятий:
- ОАО «Турбоатом»,
- ЗАО «Завод «Южкабель»»,
- АОЗТ «Хладопром»,
- ЗЖБК «Эталон»
- АО «Стройинвест»
- Харьковский автогенный завод (Элмэ Мессер Украина)

## Наука и образование
Научные учреждений района:
- ИПМаш НАН Украины,
- институт растениеводства им. В. Я. Юрьева,
- ЗАО «ЭНАС»,
- ОАО «Потенциал»

На территории района действуют 13 детских дошкольных, 19 школ района, а также такие образовательные детские учреждения как:
- центр детского и юношеского творчества,
- школа современных театрально-сценических направлений,
- музыкальная школа № 12 им. К. Шульженко.
- музыкальная школа при ССШ № 73

## Спорт
Действует крупнейший в Украине Дворец спорта и два плавательных бассейна. Также расположены 2 спортивные школы.

## Медицина
Расположены 6 поликлиник, из которых
- городские поликлиники № 3 и 5,
- детская городская поликлиника № 15,
- стоматологическая поликлиники № 3,

Также действуют учреждения:
- 2 женских консультаций,
- 2 амбулаторий семейной медицины

На территории района работает уникальное сооружение на Украине — медицинский комплекс, где собраны лечебные учреждения по оказанию помощи взрослым и детям не только г. Харькова, но и Харьковской области и других регионов Украины.

## Религия
В 2005 году на территории района был освящён православный храм Рождества святого пророка Иоанна Крестителя.
1. ↑  Историко-географический очерк — Официальный сайт Харьковского городского совета, городского головы, исполнительного комитета Архивировано 14 ноября 2010 года.

.